# 周撫
周撫（？—365年），字道和，廬江尋陽人，祖籍汝南安城。梁州刺史周訪之子。東晉時將領，曾協助王敦叛亂。王敦敗後逃亡，後來獲赦免並再度入仕，官至鎮西將軍、益州刺史。

## 生平

### 王敦爪牙
周撫剛強有毅力，有其父之風，但統領軍隊能力卻不及其父。曾任丞相掾。太興三年（320年）周訪去世後，周撫在服喪後承襲其父尋陽縣侯爵位，並官拜鷹揚將軍、武昌太守。及後，駐鎮武昌的大將軍王敦任命周撫為自己的從事中郎，與鄧嶽同為其爪牙。永昌元年（322年），王敦舉兵進攻建康，王敦之亂爆發。同年王敦攻陷建康，把持朝政，並命襄陽太守周慮殺死不支持自己舉兵的梁州刺史甘卓。周撫則被王敦任命為南中郎將、督沔北諸軍事，代甘卓鎮守沔中地區。太寧二年（324年），王敦為求篡位，領兵再攻建康，周撫亦領二千人跟隨。同年，王敦病逝，王敦之亂被平定，周撫與鄧嶽皆逃亡。
當時周撫弟弟周光打算送物資給周撫，並圖謀捉拿鄧嶽。周撫知道後大怒，即與鄧嶽一同逃到西陽郡蠻族中，並得酋長向蠶接納。次年，朝廷赦免王敦餘黨，周撫與鄧嶽於是出降謝罪，並受詔被禁錮。

### 獲赦再仕
咸和元年（326年），司徒王導任命周撫為自己的從事中郎，讓他出任寧遠將軍、江夏相。咸和三年（328年），歷陽內史蘇峻率叛軍攻陷建康，江州刺史溫嶠等人發起義軍討伐蘇峻，周撫亦派兵支持溫嶠。蘇峻之亂於次年被平定，周撫遷任南中郎將、監沔北軍事，鎮守襄陽。
咸和五年（330年），後趙荊州監軍郭敬進攻襄陽，後趙皇帝石勒命郭敬退屯樊城，並偃藏旗幟，並放假消息欺騙前來偵察的人，聲稱將會有大軍前來。同時郭敬又命人在河水中洗馬，洗完又洗，日夜不絕，裝成在準備大量馬匹等待大軍的樣子。周撫聽聞，信以為真，於是恐懼之下棄城出奔武昌，郭敬因而成功攻進襄陽。周撫因此被免官。

### 改刺益州
不久，周撫又任振威將軍、豫章太守。及後更接替毌丘奧，假節監巴東諸軍事、益州刺史。不久又進號征虜將軍，加督寧州諸軍事。建元元年（343年），在庾翼的指示下曾與西陽太守曹據攻伐成漢，在江陽擊敗李恆。
永和二年（346年），周撫隨同荊州刺史桓溫攻蜀，並於次年滅亡成漢。成漢亡後約一個月，原本降服的成漢舊臣王誓、王潤、鄧定和隗文等起兵叛亂，周撫加督梁州之漢中巴西梓潼陰平四郡軍事，鎮守彭模，並與桓溫等討伐隗文等人，成功擊敗叛軍並斬殺王誓和王潤，並因功而升平西將軍。此時桓溫離開成都並返回江陵，但隗文等人的叛亂還未平定，並乘機佔領成都，後來更立成漢丞相范長生子范賁為帝，令很多蜀地人民歸附，聚眾更達一萬人。直至永和五年（349年），周撫才與龍驤將軍朱燾領兵擊敗並俘獲范賁，平定這次的叛亂。周撫因此功而進爵建成縣公。
另一方面，振威護軍蕭敬文於永和三年（347年）十二月叛變，殺害征虜將軍楊謙並攻陷涪城，自稱益州牧。桓溫曾派鄧遐協助周撫討伐但不能擊破。直至永和八年（352年），桓溫派梁州刺史司馬勳與周撫聯手攻打涪城，蕭敬文從二月堅守至八月才出降，周撫則將他處死並傳首建康。
升平年間周撫進位鎮西將軍。興寧三年（365年）逝世，朝廷追贈征西將軍，諡號為襄。

## 後代
- 周楚，周撫子，嗣爵，與父親一同領兵入蜀，父親死後仍鎮蜀地，曾協助平定司馬勳和李弘的叛亂。
- 周馥字湛隱，周撫孫[1]